# Kelloe
Kelloe – wieś i civil parish w Anglii, w hrabstwie Durham. Leży 9 km na południowy wschód od miasta Durham i 369 km na północ od Londynu. W 2011 roku civil parish liczyła 1502 mieszkańców.